# Уэллмейкер, Малкольм
Малкольм Малик Уэллмейкер (англ. Malcolm Malik Wellmaker; род. 4 июня 1994 год, Огаста, Джорджия, США) — американский боец смешанных боевых искусств, в настоящее время выступает под эгидой Ultimate Fighting Championship в легчайшей весовой категории.

## Биография
Малкольм родился 4 июня 1994 года в городе Огасте, штат Джорджия, США, и по сей день проживает там. Малкольм  с 2015 совмещает работу сварщиком с MMA, но недавно заявил, что хочет бросить работу, что бы полностью посвятить свою жизнь смешанным единоборствам.

## Титулы и достижения

### Ultimate Fighting Championship
- - Обладатель премии «Выступление вечера» (два раза) против Кэмерона Сааймана и Криса Моутиньо

### Comflict MMA
- - Чемпион CMMA в легчайшем весе (один раз; бывший)

## Карьера в MMA

### Ранняя карьера
Малкольм провел в любительских боях 9 боёв, из которых выиграл 8, выступая в наилегчайшем и легчайшем весе. Также он становился чемпионом в трёх организациях, NFC - где имел одну успешную защиту титула, IPMMA, и также CMMA где имел одну защиту титула.

### Профессиональная карьера
18 июня 2022 года Малкольм дебютировал в MMA как профессионал и в своём первом бою встретился с Остином Картером на Conflict MMA 52. 
Он победил удушающим приемом сзади во втором раунде.
5 августа 2022 года Малкольм встретился с Лэнгстоном Сайксом на iKON FC 4. Он победил нокаутом в первом раунде.
14 октября 2022 года Малкольм встретился с Кристофером Уингейтом на iKON FC 5. Он победил удушающим приемом сзади в первом раунде.
5 мая 2023 года Малкольм встретился с Закари Камара на B2 Fighting Series 181: Kentucky. Малкольм победил раздельным решением судей. 
24 июня 2023 года, буквально спустя месяц после предыдущего поединка Малкольм встретился с Джастином Хьюзом на Comflict MMA 58. Он победил техническим нокаутом в первом раунде.
14 октября 2023 года Малкольм встретился с Тейлором Муром на Comflict MMA 59 в титульном противостоянии. Мальком победил решением большинства и завоевал титул чемпиона CMMA в легчайшем весе.
20 января 2024 года Малкольм встретился с Чейзом Бутвеллом на NFC 161. Он победил техническим нокаутом во втором раунде.

### Претендентская серия Дэйны Уайта
27 августа 2024 года Малкольм выступил за контракт с UFC.
Не упастив шанс что бы выступать в сильнейшей организации, Малкольм отправил в нокаут правым хуком Адама Брамхальда в первом же раунде.

### Ultimate Fighting Championship
Получив контракт с UFC, Малкольм встретился с Кэмероном Саайманом 26 апреля 2025 года на UFC on ESPN: Мачадо Гэрри vs. Пратес. Малкольм отправил в нокаут Сааймана в первом раунде и получил бонус «Выступление вечера».
14 июня 2025 года на UFC Fight Night: Усман vs. Бакли Малкольм встретился с Крисом Моутиньо. Малкольм отправил в нокаут Криса в первом раунде и заработал свой второй бонус за «Выступление вечера».

## Статистика в профессиональном ММА
| Боёв 10  | Побед 10 | Поражений 0 |
| -------- | -------- | ----------- |
| Нокаутом | 6        | 0           |
| Сдачей   | 2        | 0           |
| Решением | 2        | 0           |

| Результат | Рекорд | Соперник          | Способ                 | Турнир                                             | Дата            | Раунд | Время | Место                     | Примечание                                    |
| --------- | ------ | ----------------- | ---------------------- | -------------------------------------------------- | --------------- | ----- | ----- | ------------------------- | --------------------------------------------- |
| Победа    | 10-0   | Крис Моутиньо     | KO (удар)              | UFC Fight Night: Усман vs. Бакли                   | 14 июня 2025    | 1     | 2:37  | Атланта, Джорджия, США    | «Выступление вечера» (2)                      |
| Победа    | 9-0    | Кэмерон Саайман   | KO (правый хук)        | UFC on ESPN: Мачадо Гэрри vs. Пратес               | 26 апреля 2025  | 1     | 1:59  | Канзас-Сити, Миссури, США | Дебют в UFC; «Выступление вечера» (1)         |
| Победа    | 8-0    | Адам Брамхальд    | KO (правый хук)        | Претендентская серия Дэйны Уайта: Сезон 8 неделя 3 | 27 августа 2024 | 1     | 2:29  | Лас-Вегас, Невада, США    |                                               |
| Победа    | 7-0    | Чейз Бутвелл      | TKO (удары руками)     | NFC 161                                            | 20 января 2024  | 2     | 4:06  | Атланта, Джорджия, США    |                                               |
| Победа    | 6-0    | Тейлор Мур        | Решение большинства    | Comflict MMA 59                                    | 14 октября 2023 | 5     | 5:00  | Огаста, Джорджия, США     | Завоевал титул чемпиона CMMA в легчайшем весе |
| Победа    | 5-0    | Джастин Хьюз      | TKO (удары руками)     | Comflict MMA 58                                    | 24 июня 2023    | 1     | 2:27  | Огаста, Джорджия, США     |                                               |
| Победа    | 4-0    | Закари Камара     | Раздельное решение     | B2 Fighting Series 181: Kentucky Night One Friday  | 5 мая 2023      | 3     | 5:00  | Кентукки, Кентукки, США   |                                               |
| Победа    | 3-0    | Кристофер Уингейт | Сдача (удушение сзади) | iKON FC 5                                          | 14 октября 2022 | 1     | 4:18  | Саванна, Джорджия, США    |                                               |
| Победа    | 2-0    | Лэнгстон Сайкс    | KO (левый хук)         | iKON FC 4                                          | 5 августа 2022  | 1     | 3:13  | Саванна, Джорджия, США    |                                               |
| Победа    | 1-0    | Остин Картер      | Сдача (удушение сзади) | Conflict MMA 52: Augusta Fight Night               | 18 июня 2022    | 2     | 4:30  | Огаста, Джорджия, США     | Дебют в легчайшем весе                        |